# Groupe scolaire Al Kindi
Pour les articles homonymes, voir Al-Kindi (homonymie).
Al-Kindi est un établissement scolaire privé français, d'enseignement primaire et secondaire, situé à Décines dans la métropole de Lyon et ouvert en 2007. Il s'agit du plus grand établissement scolaire musulman de France.
Le nom fait référence à l'un des plus grands philosophes arabes et musulmans Al-Kindi (801-873), médecin, mathématicien, musicien, physicien et astronome.
Deux classes de l'école primaire sont actuellement sous contrat avec l'État. Le groupe Al-Kindi a accueilli des nombreux élèves de la région lyonnaise,. 
Il partage avec le lycée Averroès de Lille la réputation d'ouverture sociale et d'excellence scolaire, et les soupçons de radicalisation. 

## Histoire
Le projet de création du Groupe Scolaire Al-Kindi est né en 2003. Néanmoins, le projet de l'école sera rejeté trois fois par le rectorat de l'académie de Lyon, qui invoque des normes sanitaires et de sécurité non conformes. Les deux premiers refus seront validés par le Conseil supérieur de l'éducation. S'ensuivra en 2006 une forte mobilisation organisée par le comité de soutien au projet, dirigé par Azzedine Gaci. Le recteur d'académie Alain Morvan expliquera par la suite à la presse que ses réticences vis-à-vis de l'ouverture de l'établissement scolaire auraient été en partie nourries par le soutien de groupes salafistes dont le projet aurait bénéficié et les risques d'intégrisme religieux qu'il aurait vu dans ce projet,.
Le groupe scolaire Al Kindi ouvre ses portes en 2007 et devient un établissement sous contrat avec l'État en 2012. Il contient une école primaire, un collège et un lycée. L’établissement est géré par une association dénommée «Association Al-Kindi» régie par la loi du 1er juillet 1901 et déclarée à la Préfecture du Rhône.
Hani Ramadan a été invité à deux reprises par l'Association des Anciens Elèves de Al Kindi à donner une conférence au sein de l'établissement scolaire. Hani Ramadan serait intervenu une première fois dans l'enceinte de l'établissement le 13 décembre 2014 à 16h afin d'y donner une conférence sur le thème La confiance en Dieu avant d'être invité une seconde fois en février 2017. Cette seconde conférence sera finalement annulée par la direction de l'établissement quelques jours avant la date prévue, du fait des controverses suscitées par l'islamologue et de l'annulation de plusieurs de ses conférences sur l'ensemble du territoire français à la même période.
En 2024, le groupe scolaire est visé par une procédure de la préfecture. Il est reproché à l’établissement des contenus « contraires aux valeurs de la République ». L’établissement est menacé de perdre son contrat avec l’État. Un rapport met en cause l’un des enseignants en culture de l’islam, ainsi que plusieurs livres promouvant le djihad ou le viol conjugal, disponibles au CDI. Idir Boumertit et Abdelkader Lahmar, deux députés de La France insoumise de la banlieue lyonnaise, dénoncent « un contexte de ciblage systématique des institutions musulmanes ».
En janvier 2025, le groupe scolaire perd l'ensemble de ses agréments (pour l'école, le collège et le lycée) de l'État,, ce qui concrètement induit l'arrêt d'une partie du financement du groupe scolaire par l'État et la région Auvergne-Rhône-Alpes, respectivement de 1,5 million et de 500 000 euros, ainsi que la non-accès pour les élèves de l'établissement au système de bourses d'études. En mars 2025 le tribunal administratif valide la résiliation du contrat entre l'État et le lycée. 

## Effectifs
Les inscriptions ont régulièrement augmenté depuis l'ouverture de l'établissement,.
| Année scolaire | 2007-2008 | 2008-2009 | 2009-2010 | 2010-2011 | 2011-2012 | 2012-2013 | 2013-2014 | 2014-2015 |
| -------------- | --------- | --------- | --------- | --------- | --------- | --------- | --------- | --------- |
| Inscrits       | 200       | 243       | 343       | 450       | 390       | 430       | 480       | 510       |

## Classement national
D'après le classement du magazine L'Express 2016, le lycée Al Kindi est classé à la 677e place au niveau national, sur 2 270 lycées répertoriés, plaçant ainsi ce lycée dans le premier tiers des lycées français les mieux classés.
Pour 2019, Al Kindi a été classé premier du département du Rhône  et 6e dans la région Auvergne-Rhône-Alpes  . En 2022 (après les réformes du BAC), Al Kindi encore une fois été classé premier lycée du Rhône et 3e ex-aequo au niveau national.

## Direction
Le groupe scolaire Al-Kindi a été fondé par Nazir Hakim, directeur d'une multinationale active dans le domaine de l'électronique et cadre au sein de l'UOIF, et Hakim Chergui, avocat à la cour de Paris et membre de l'UOIF. Nazir Hakim est également actif en politique. Il est secrétaire général de la Coalition Nationale des Forces de l'Opposition et de la Révolution Syrienne. Avant son exil en France, Nazir Hakim était membre du Mouvement politique islamique en Syrie. D'après les médias suédois, il serait également le leader politique de la Commission for the Protection of Civilians, une milice combattant en Syrie aux côtés du Front al-Nosra, filiale d'Al-Qaïda.

## Financements qataris
D'après le livre de Christian Chesnot et Georges Malbrunot Qatar Papers: comment l'émirat finance l'islam de France et d'Europe, l'établissement scolaire Al Kindi aurait reçu 133 000 euros en mai 2008 de l'Association Musulmane d'Alsace (AMAL). Cet argent, distribué par l'association alsacienne, aurait néanmoins été versé initialement à l'association musulmane par la Qatar Foundation, qui l'aurait ensuite reversé à l'établissement scolaire.